# 考克饶夫环形山

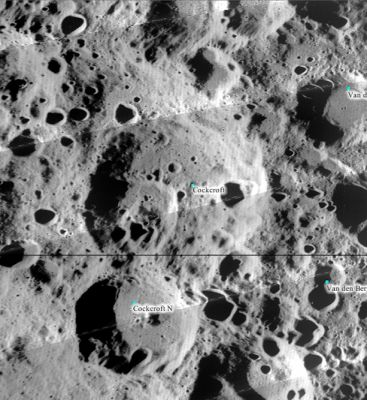
考克饶夫环形山与卫星坑考克饶夫 N

考克饶夫环形山（Cockcroft）是位于月球背面北半部一座古老的大撞击坑，约形成于45.5-39.2亿年前的前酒海纪，其名称取自英国物理学家约翰·道格拉斯·考克饶夫（1897年-1967年），1970年被国际天文学联合会正式接受。

## 描述
该陨坑西北毗邻克雷洛夫陨石坑、东北靠近较大的埃弗谢德环形山，已磨损的范登贝赫陨石坑位于它的东面，西南则坐落了更大的菲茨杰拉德环形山。该陨坑中心月面坐标为31°05′N 162°55′W / 31.09°N 162.91°W，直径92.16公里，深约2.834公里。
考克饶夫环形山的坑壁已被后续的撞击磨损、侵蚀，边缘轮廓较为参差。西南偏南部侵入了直径约61公里的卫星坑考克饶夫 N，沿东北、东侧和西北偏西段边缘也覆盖聊一些小撞击坑，而东侧内壁上也嵌入有一座醒目的小陨坑。考克饶夫坑壁最大高出周边地形表面1430米，内部容积约有8216.18立方千米，坑内地表粗糙不平，尤其是南半部，靠西南部可见到有一座无名的古残迹坑。

## 卫星陨石坑
按惯例，最靠近考克饶夫环形山的卫星坑将在月图上以字母标注在它的中心点旁边。

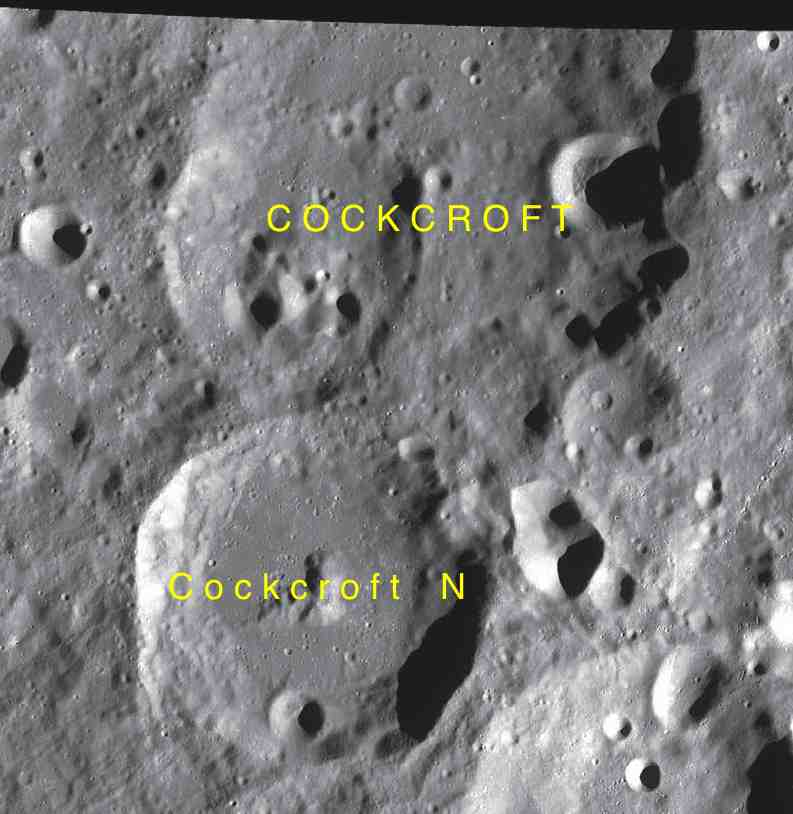
LAC-51 区域图

| 考克饶夫 | 纬度     | 经度      | 直径      |
| -------- | -------- | --------- | --------- |
| N        | 28.78° N | 163.67° W | 60.65公里 |

- 卫星坑考克饶夫 N约形成于酒海纪[1]。

## 另请参阅
- Andersson, L. E.; Whitaker, E. A. . NASA RP-1097. 1982.
- Blue, Jennifer. . USGS. July 25, 2007  [2007-08-05]. （原始内容存档于2018-12-25）.
- Bussey, B.; Spudis, P. . New York: Cambridge University Press. 2004. ISBN 978-0-521-81528-4.
- Cocks, Elijah E.; Cocks, Josiah C. . Tudor Publishers. 1995. ISBN 978-0-936389-27-1.
- McDowell, Jonathan. . Jonathan's Space Report. July 15, 2007  [2007-10-24]. （原始内容存档于2018-12-25）.
- Menzel, D. H.; Minnaert, M.; Levin, B.; Dollfus, A.; Bell, B. . Space Science Reviews. 1971, 12 (2): 136–186. Bibcode:1971SSRv...12..136M. doi:10.1007/BF00171763.
- Moore, Patrick. . Sterling Publishing Co. 2001. ISBN 978-0-304-35469-6.
- Price, Fred W. . Cambridge University Press. 1988. ISBN 978-0-521-33500-3.
- Rükl, Antonín. . Kalmbach Books. 1990. ISBN 978-0-913135-17-4.
- Webb, Rev. T. W.  6th revised. Dover. 1962. ISBN 978-0-486-20917-3.
- Whitaker, Ewen A. . Cambridge University Press. 1999. ISBN 978-0-521-62248-6.
- Wlasuk, Peter T. . Springer. 2000. ISBN 978-1-85233-193-1.